# François Gerard Waller
François Gerard Waller (Amsterdam, 4 juni 1867 - aldaar, 23 november 1934) was een Nederlandse museumbestuurder en collectioneur.

## Biografie
Waller was lid van het patriciaatsgeslacht Waller en een zoon van Meindert Johannes Waller (1834-1924), commissionair in effecten, en Maria Elisabeth Adolphina Schill (1846-1927). Hij bleef ongehuwd.
Waller ging na het gymnasium in 1888 rechten studeren maar bleek daar al snel niet in geïnteresseerd te zijn. Hij trok in 1896 naar Parijs om daar aan de École des Chartes colleges te volgen maar ook dat was van korte duur. Hij keerde terug naar Nederland en werd volontair bij het Rijksprentenkabinet. In 1897 solliciteerde hij met succes naar de functie van onderdirecteur van het Mauritshuis, zeer tot ongenoegen van de directeur, Abraham Bredius die daar volgens hem geen inspraak in had gehad. Er volgde vier jaren van conflicten tussen beide heren waarover zelfs een kamerinterpellatie plaatsvond. Hij was vanaf 1897 tevens beheerder van het prentenkabinet van de Rijksuniversiteit Leiden waarvoor hij enkele belangrijke aankopen deed en hij de verzameling prenten en tekeningen van ordende. In 1905 nam Waller vanwege zijn gezondheid ontslag.
Waller ging daarna in het bedrijf Testas werken waar ook zijn vader commissionair in effecten was; dit deed hij tot 1917. Vanaf 1906 begon hij ook aan de ordening en beschrijving van zijn eigen collecties waarvan er vele later publiek bezit werden. Zijn Bibliotheca Magica, een verzameling occulte literatuur, werd echter nog tijdens zijn leven geveild. Zijn collecties exlibris, sierpapieren en volksprenten schonk hij tussen 1913 en 1918 aan het Rijksprentenkabinet. In 1923 werd dat beloond met de gouden museummedaille. Nog in latere jaren schonk hij zijn collecties tabaksdozen, signetten en gesneden houtblokjes, verzameling veilingcatalogi, 68 bladen van zijn tekeningenverzameling en bij legaat nog eens 38, zijn ongeveer 800 kunstenaarsautografen en de verzameling edelstenen alle aan openbare instellingen.
Nog tijdens zijn leven onderhandelde Waller met de rijksoverheid over de instelling van wat zou worden het F.G. Waller-Fonds; van de rente op dit inderdaad nagelaten kapitaal worden nog steeds jaarlijks aankopen gedaan, zoals bepaald voor het Rijksprentenkabinet. Hij overleed in 1934 waarna een deel van zijn collectie werd geveild; in 1937 verwierf de Koninklijke Bibliotheek zijn complete collectie volksboekjes.